# Старый музыкант
«Старый музыкант» (фр. Le Vieux Musicien) — картина французского живописца Эдуара Мане, написанная в 1862 году. Принадлежит Национальной галерее искусства в Вашингтоне. Размер картины — 187,4 × 248,2 см.

## История
В 1861 году, незадолго до начала работы над картиной «Старый музыкант», Мане переехал в новую студию, которая располагалась в доме № 81 по улице Гюйо (фр. rue Guyot, нынешнее название rue Médéric). Недалеко от студии находилась местность, известная под названием Petit Pologne («маленькая Польша»), где проживали многие представители бедных слоёв населения Парижа, значительная часть которых была вынуждена переезжать в другие места в связи с проводимыми в то время работами по перепланировке города. На картине Мане представил характерные образы некоторых обитателей тех мест.
Картина была представлена публике в 1863 году в парижской галерее Мартине (Galerie Marninet), а в 1867 году она была показана на персональной выставке Мане на авеню Альма (Avenue de l'Alma).
В 1884 году картина появлялась на посмертной распродаже произведений Мане. В 1897 году полотно было куплено известным маршаном Полем Дюран-Рюэлем, а к 1906 году оно уже было в коллекции Александра Бертье, 4-го князя Ваграмского (1883—1918). В 1913 году картина была приобретена Австрийской государственной галереей (Österreichische Staatsgalerie, ныне галерея Бельведер), где она находилась до 1923 года. В 1930 году владельцем картины стал нью-йоркский банкир и меценат Честер Дейл (1883—1962). В 1963 году, после смерти Дейла, картина по его завещанию была передана в Национальную галерею искусства, где она и находится до сих пор.

## Описание
На картине изображён бродячий музыкант со скрипкой в руках. Вокруг него расположились девочка-цыганка с младенцем на руках, двое уличных мальчишек и двое взрослых. Моделью для музыканта был выбран цыган Жан Лагрен (Jean Lagrène), который возглавлял местный цыганский оркестр. Идентификации музыканта помогли две фотографии, сделанные Филиппом Жаком Потто (Phillipe Jacques Potteau). Образ мужчины в цилиндре («пьяницы») был перенесён Мане с его более ранней картины «Любитель абсента» (1859), для которой ему позировал Коларде (Colardet). В качестве модели для одетого в меха пожилого мужчины у правого края картины послужил Геру (Guéroult). Моделями для мальчишек были Леон (в светлой одежде и шляпе) и Александр (в тёмной одежде).